# Спостережна станція Піскештетей

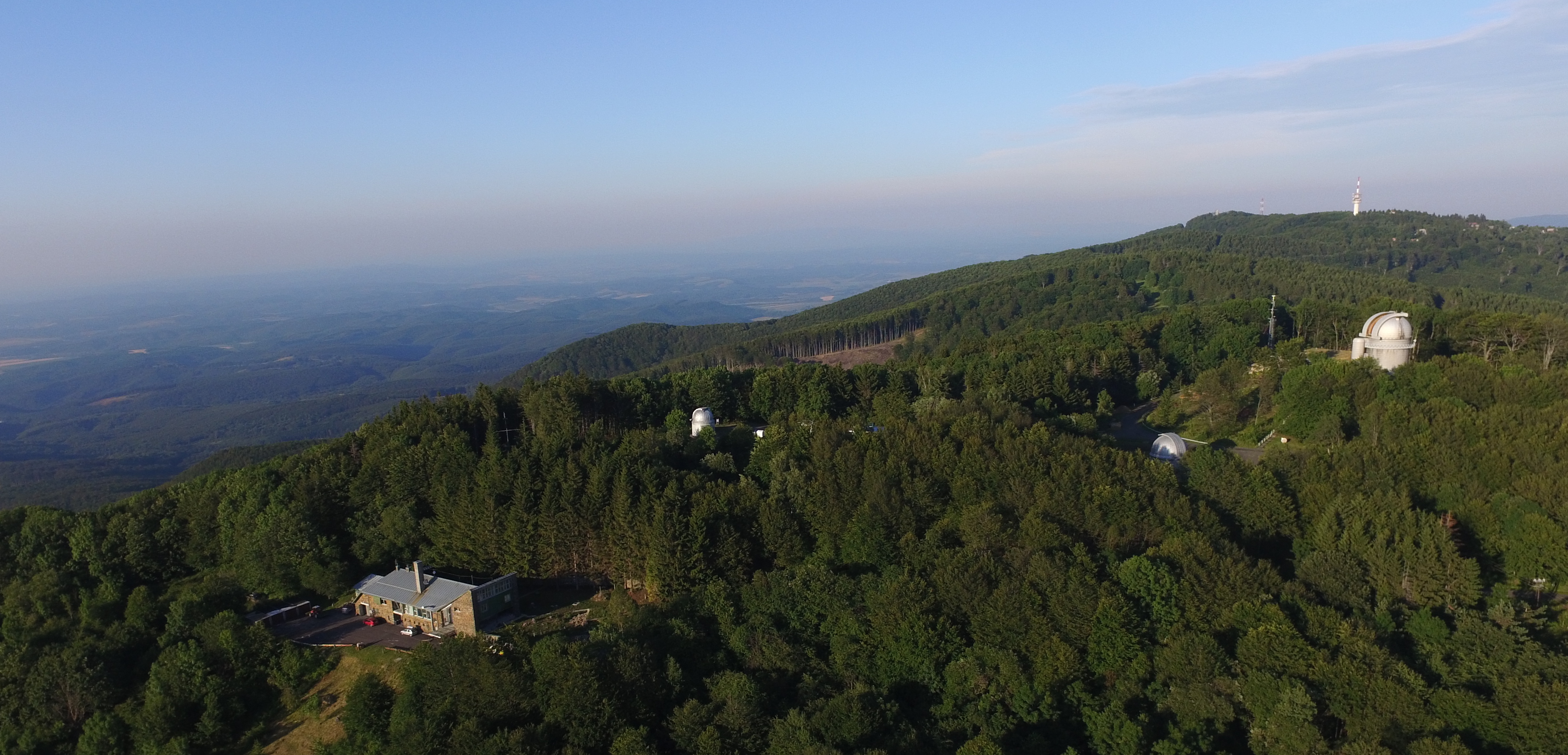
Знімок з дрона

Спостережна станція Піскештетей (угор. Piszkéstetői Obszervatórium — спостережна станція Обсерваторії Конкоя, заснована у 1958 році в районі гірського масиву Матра у Північній Угорщині. Спостережній станції належать принаймні два коди Центру малих планет: «461» і «561».

## Інструменти станції
- 1-м телескоп RCC (F=13.5 м)(1974)
- Телескоп Шмідта 60/90/180 см (1962)
- 50-см Кассегрена (F=750 см)(1966р)
- 40-см Річі-Кретьєн (F=240 см) (2010 р.)

## Напрямки досліджень
- Відкриття нових астероїдів
- Астрометричні вимірювання астероїдів і комет

## Основні досягнення
- Відкрито 205 астероїдів (1999—2009 рр.)[1]
- 41141 опублікованих астрометричних вимірювань (1998—2011 рр.)[2]